# 芝祐靖
芝 祐靖（しば すけやす、1935年〈昭和10年〉8月13日 - 2019年〈令和元年〉7月5日）は、日本の雅楽師、作曲家。勲等は文化勲章。株式会社ブルーシート所属、日本芸術院会員、文化功労者。筆名として祁笛（きてき）を用いることもある。
宮内庁式部職楽部楽師、東京芸術大学音楽学部講師、一般社団法人伶楽舎代表理事、国立音楽大学音楽学部招聘教授などを歴任した。

## 概要
東京府出身の雅楽師である。日本芸術院会員である芝祐泰の三男として生まれた。宮内庁の式部職にて楽部の予科、本科を経て楽生科を卒業し、のちに楽部にて楽師を務めた。また、東京芸術大学や国立音楽大学で教鞭を執り、後進を育てた。雅楽演奏集団である「伶楽舎」の結成に参画すると、その音楽監督を務めるとともに、代表理事などを歴任した。なお、音楽事務所である「ブルーシート」に所属していた。その業績に対しては、芸術選奨文部大臣賞や日本芸術院賞・恩賜賞などが授与されており、2017年には雅楽師として史上初めて文化勲章を受章した。また、父と同じく日本芸術院会員に選任されていた。

## 来歴
狛氏の一族で代々続く雅楽師の家柄。祖父・芝祐夏の代から宮内庁楽部で楽師を務める。自身も10歳から横笛や琵琶などを習う。雅楽に仕える一方で、オーケストラ作品も作曲している。宮中晩餐会において、天皇と国賓が豊明殿に入場する際に演奏される曲「親愛」は、同氏が作曲したものである。
2019年7月5日、悪性リンパ腫のため東京都の自宅で死去。83歳没。

## 略歴
- 1935年（昭和10年） - 東京府にて誕生。
- 1951年（昭和26年） - 薗広進、上近正、薗広茂に師事。
- 1955年（昭和30年） - 宮内庁楽部楽生科卒。
- 1958年（昭和33年） - 宮内庁楽部楽師。
- 1960年（昭和35年） - 楽部の有志とともに紫絃会を結成[1]。
- 1978年（昭和53年） - 東京芸術大学非常勤講師。
- 1984年（昭和59年） - 宮内庁楽部退職。
- 1985年（昭和60年） - 雅楽団体「伶楽舎」を結成して音楽監督[1]。
- 1988年（昭和63年） - 国立音楽大学客員教授（2001年まで）。
- 1989年（平成元年） - フィンランド・クフモ音楽祭、イタリア・ペルージア音楽祭などで雅楽を紹介演奏。
- 1997年（平成9年） - 雅楽廃絶曲17曲を編纂、『遠楽の復曲』（訳譜・編曲、龍鳴舎）を出版[5]
- 1998年（平成10年） - 冬季長野オリンピック開会式で「君が代」演奏。
- 2000年（平成12年） - 東京芸術大学退職。
- 2003年（平成15年） - 日本芸術院会員。
- 2019年（令和元年） - 東京都にて死去。

## 賞歴

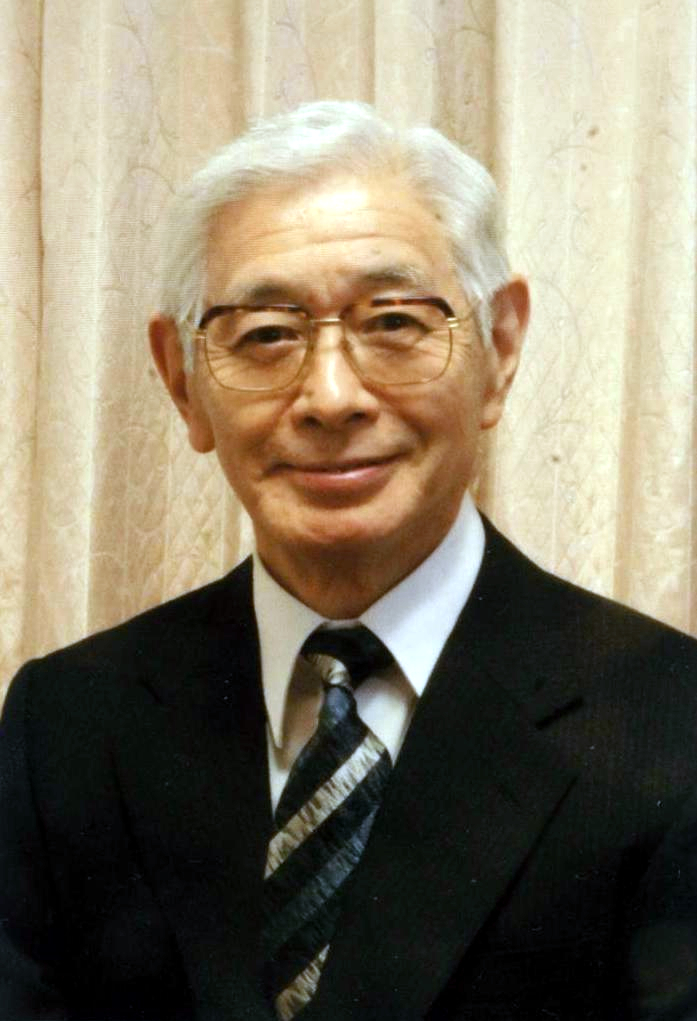
文化功労者顕彰に際して公表された肖像写真

- 1964年（昭和39年） - 芸術祭奨励賞。＝「舞楽風組曲」
- 1971年（昭和46年） - 芸術祭賞優秀賞。＝「横笛三章」
- 1988年（昭和63年） - 芸術選奨文部大臣賞。＝コンサート「笛ライブ'87」などの成果
- 1993年（平成5年） - 第5回飛騨古川音楽大賞特別功労賞[5]。
- 1997年（平成9年） - 第27回モービル音楽賞（邦楽部門）。
- 1999年（平成11年） - 第19回伝統文化ポーラ賞。
- 2002年（平成14年） - 第20回中島健蔵音楽賞特別賞。
- 2003年（平成15年） - 日本芸術院賞・恩賜賞。

## 栄典
- 1999年（平成11年） - 紫綬褒章。
- 2009年（平成21年） - 旭日中綬章[6]。
- 2011年（平成23年） - 文化功労者[7]。
- 2017年（平成29年） - 文化勲章。

## 著書
- 楽家類聚 東儀俊美, 芝祐靖(著), 林陽一 (写真) 東京書籍　2006年
- 図説 雅楽入門事典 遠藤徹, 宮丸直子, 笹本武志(著), 芝祐靖 (監修) 柏書房 2006年
- 伶倫楽遊　芝祐靖と雅楽の現代 寺内直子(編著) アルテスパブリッシング 2017年

## ディスコグラフィー
- 『復元正倉院楽器のための 敦煌琵琶譜による音楽』伶楽舎 2011年。
- 『古典雅楽様式による雅楽組曲「呼韓邪單于」 -王昭君悲話-』伶楽舎 2011年。
- 『幻遥 オーケストラ作品集』日本伝統文化振興財団 2016年。 芝祐靖作曲、十束尚宏指揮、オーケストラ・アンサンブル金沢

### 註釈
1. ↑  ウェブサイトのtitleタグの原文ママ。